# الحرب الإنجليزية الروسية (1807-1812)
الحرب الإنجليزية الروسية (بين المملكة المتحدة وروسيا) هي حرب وقعت ما بين 1807-12، خلال الحروب النابوليونية.
كجزء من شروط معاهدة تلسيت، اضطرت روسيا لإغلاق التجارة البحرية مع بريطانيا العظمى، وذلك كجزء من جهود نابليون الرامية إلى إقامة الحصار القاري، وتعزيز العلاقات الاقتصادية بين بلدان مختلفة في أوروبا تحت السيطرة الفرنسية، والهدف النهائي هو إغلاق واحدة من أهم أسواق بريطانيا الخارجية لخنقها اقتصاديا وحملها على الخضوع.
هذا يعني أن على الامبراطورية الروسية اعلان الحرب على بريطانيا العظمى وهو ما فعلته، ولو على مضض، في نوفمبر تشرين الثاني 1807. على الرغم من أنها غزت السويد في عام 1808، وعقدت بعد ذلك ولاء وثيقا مع بريطانيا العظمى، فمن المرجح أن روسيا قد فعلت هذا من دون معاهدة تيلسيت، نظرا لأنها من المظالم لتسوية مع السويد. معاهدة تيلسيت، في واقع الأمر، لم تحظ بشعبية كبيرة داخل الحاشية الروسية، وكانت قد وقعت فقط من تحقيق ذلك، بعد معركة فريدلند في 14 يونيو 1807، ويمكن بسهولة نابليون عبور نهر نيمين (ثم من الحدود الروسية وشن حرب مباشرة ضد الإمبراطورية الروسية. تيلسيت، حيث تم توقيع المعاهدة، كانت في مكان قريب جدا من الحدود الروسية. ولذلك، بعد أن أجبر على الحائط من قبل نابليون، وروسيا، والحرب لمقاضاة أي درجة كبيرة، مجرد تقييد نفسها لشرط العارية أنها قريبة من التجارة. بريطانيا العظمى، فهمت موقفها، ولم تتجاوب مع الإعلان برد فعل عسكري.
أعلن الكسندر الحرب على المملكة المتحدة بعد الهجوم البريطاني على الدنمارك في ايلول / سبتمبر 1807. في أكتوبر 1807 اعتقل أسطول روسي تحت قيادة الأميرال ديمتري سنيافين، عائدا من منطقة البحر الأبيض المتوسط، من قبل القوات البريطانية في لشبونة، البرتغال، واحتجز في بورتسموث، انكلترا، وحتى 1809.
باخرة الحرب البريطانية ايدت الأسطول السويدي خلال الحرب الفنلندية وفازوا على الروس في خليج فنلندا في تموز / يوليو 1808 وأغسطس 1809. ومع ذلك، فإن نجاح روسيا في الجيش على أرض السويد أجبر على التوقيع على معاهدات سلام مع روسيا في 1809 وفرنسا عام 1810 والانضمام إلى الحصار القاري ضد بريطانيا.
في السياق الأوسع، من عام 1811، أصبح من الواضح أن نابليون لم يكن حفظ لفريقه لشروط معاهدة Tilsit، بما في ذلك الترتيب ان روسيا سوف نشن حربا ضد تركيا، ونابليون، ووعد بأن المساعدة الفرنسية سوف تكون في المتناول. ومع ذلك، بعد حملة انتخابية طويلة، أصبح من الواضح أن الفرنسيين لن تقدم أي دعم، لأنهم رفضوا القيام بذلك عن كامل للحرب. هذه التوترات المتزايدة بقيادة نابليون على اتخاذ هذا القرار لغزو روسيا، بعد أن نابليون قد تعرض للضرب على نحو سليم النمساويين سوى بضعة أشهر في وقت سابق.
العلاقات الفرنسية الروسية أصبحت أسوأ تدريجيا بعد عام 1810، والحرب الروسية مع المملكة المتحدة على نحو فعال وجاء لهذه الغاية. أبريل 1812 في بريطانيا وروسيا والسويد وقعت على اتفاقات سرية ضد نابليون. بعد غزو نابليون في روسيا، على معاهدة السلام النهائية تم توقيعها يوم 18 يوليو 1812 في أوريبرو في نفس اليوم والمكان الذي والسويد وبريطانيا وقعت معاهدة سلام جلب البريطانية السويدية الحرب (1810-1812) إلى نهايته.